# يوزين واي
يوزين واي (بالإنجليزية: Eosin Y)‏ هو أحد أشكال اليوزين ويستخدم على شكل صبغة حمراء حمضية لتوضيح مكونات السيتوبلازم في العينات.
يوزين واي هو مشتق رباعي البروم للفلوريسين.

## تسميات أخرى
- يوزين واي دبليو أس (eosin Y ws)
- يوزين مصفر (eosin yellowish)
- حمض أحمر 87 (Acid Red 87)
- سي آي 45380 (C.I. 45380)
- برومويوزين (bromoeosine)
- حمض البروموفلوريسيك (bromofluoresceic acid)
- دي وسي أحمر رقم 22 (D&C Red No. 22)